# جعفر مجتهدی
جعفر مجتهدی (۱۳۰۳–۱۳۷۴ شمسی) با نام کامل جعفر مجتهدی تبریزی از عارفان شیعه دوازده‌امامی بود. وی دلیل اصلی تحول معنوی خود را دوستی و محبت اهل بیت می‌دانست، و روش سلوکی‌اش خدمت به مردم و مخصوصاً فقرا بود.

## زندگی
جعفر در اشتیاق زیارت عتبات به عراق مهاجرت نمود که به دلیل نداشتن جواز ورود، دستگیر و در عراق زندانی شد. او زندان را توفیق اجباری خلوت و ریاضت بیشتر و در نتیجه تجارب رؤیاهای صادقانه دانست. پس از رهایی از زندان در نجف و کربلا اقامت گزید و به اعتکاف و راز و نیاز با خدا و توسل به اهل بیت مشغول گشت. مجتهدی در بحبوحه ناامنی کودتای عبدالکریم قاسم بر ضد فیصل (پادشاه عراق) به ایران برگشت و پس از سکونت کوتاهی در کرمانشاه، ایلام و تبریز، ساکن تهران شد و البته به نقاط مختلف رفت و آمد داشت. بیست سال پس از ورود به ایران و خانه‌به‌دوشی، ساکن قم شد و در چهار سال آخر عمر، ساکن مشهد بود.

## درگذشت
مجتهدی در ظهر روز جمعه ۶ بهمن ۱۳۷۴ ه.خ (مطابق با ۵ رمضان ۱۴۱۶ ه.ق) پس از حدود چهل روز بستری بودن در حالت کما درگذشت و در حرم علی بن موسی الرضا، در صحن آزادی قبل از کفشداری ۷ حجره ۲۴ قدیم (۱۶۹ فعلی) به خاک سپرده شد، و هم در دیواره داخل حجره و هم در بیرون حجره سنگ قبری برای وی نصب شده‌است.
بعدها پیکر علی‌اکبر ابوترابی و پدرش عباس را در طبقات اول و دوم قبر او به خاک سپردند.

تصویری از محل دفن جعفر مجتهدی، علی‌اکبر ابوترابی و پدرش عباس

## والدین
میرزا یوسف از دلباختگان حسین بن علی بود، جعفر مجتهدی تبریزی بعد از مرگ پدرش (میرزا یوسف)، تحت کفالت و سرپرستی مادر قرار گرفت.

## شاگردان
شخص خاصی را به عنوان شاگرد یا استاد نمی‌توان برای وی ذکر کرد، گرچه افرادی از قبیل محمدعلی مجاهدی از محضر این عارف شیعی بهره های فراوان بردند.

## نوشتارها دربارهٔ وی
تا سال ۲۰۱۵ حداقل هشت عنوان کتاب مختلف راجع به جعفر مجتهدی تألیف و چاپ شده‌است.
- سفیدآبیان، حمید، لاله ای از ملکوت، چهار جلد؛
- مجاهدی، محمد علی، در محضر لاهوتیان، دو جلد.[۷]

## داستان‌ها
محمدعلی مجاهدی در جلد اول کتاب در محضر لاهوتیان، به بیان ۱۱۴ داستان و خاطره با موضوع عرفانی می‌پردازد، که اکثر قریب‌به‌اتفاق آنها در مورد جعفر می‌باشند. در ادامه منتخبی از آنها آورده شده است.

### اول
حضرت آقای مجتهدی در اوایل ورود به قم گه‌گاه قلیان می‌کشیدند، و قلیان درست‌کردن ایشان هم تماشایی بود؛ و می‌فرمودند بخاطر ۳ خصوصیت، تماشاکردن قلیان آماده را دوست دارم؛
۱) آتشی که بر سر دارد و بیتابی نمی‌کند، خاطره سوختن و ساختن عاشقان را زنده نگه می‌دارد.
۲) دودی که از نهاد او بلند می‌شود، انسان را به یاد دل‌های پردرد می‌اندازد.
۳) غَلَیانی که از جوشش آب در کوزه آن پیدا می‌شود، تلاطم سیلاب اشک را تَداعی می‌کند.
قلیان درست‌کردن ایشان هم با ذوق و سلیقه خاصی همراه بود. اولاً بدنه چوبی قلیان را ساعتی پیش از آماده‌کردن آن در آب تمیز حوض می‌انداختند، تا رطوبت لازم را به خود بگیرد. سپس تنباکو را با آب و کمی گلاب خیس می‌کردند. کوزه قلیان را پس از شستشوی کامل پاک می‌کردند، بطوریکه لکه‌ای در آن دیده نشود. پس از انجام این مقدمات کمی یخ را به اندازه حبه‌های قند خُرد می‌کردند، و آنرا در سری قلیان با ترتیب خاصی می‌چیدند، بعد آب تنباکو را می‌گرفتند، و مقدار کمی از آنرا—به اندازه مصرف یکبار—بر روی حبه‌های یخ قرار می‌دادند، سپس دو سه تکه زغال را که کاملا سرخ شده بود، بر روی سری قلیان می‌گذاشتند و می‌فرمودند: این کار سه خاصیت دارد، اولاً بر اثر حرارت آتش، حبه‌های یخ بتدریج آب می‌شوند و بدنه قلیان را مرطوب نگه می‌دارند، ثانیاً رطوبت تنباکو حفظ می‌شود، ثالثاً دود قلیان را سرد می‌کند.

### دوم
برادرم تعریف می‌کردند: پس از چندی عازم زیارت امام رضا شدم، و پس از توسل به او، زیارت آقای مجتهدی نیز نصیبم شد. وقتی خدمت ایشان رفتم، دیدم روی تخت نشسته‌اند و شدیداً گریه می‌کنند و حال عجیبی داشتند. معمولاً در این حالات که بودند با کسی سخن نمی‌گفتند، اما آنروز وارد اتاق که شدم، تا حدود ۱ ساعت و ۴۵ دقیقه از عنایات معصومین و گره‌گشایی آنان از کار مخلوقات خدا سخن گفتند و گریه‌شان هم قطع نشد.
از جمله صحبت‌هایشان آن بود که: روزی پس از زیارت امام رضا، سرگرم خواندن زیارت‌نامه شدم و به فقره «السَلامُ عَلَیكَ یا شَمسَ الشُموس» که رسیدم به ذهنم آمد که چرا این توصیف (خورشیدِ خورشیدها) را برای امام رضا بکار برده‌اند، لذا از خود امام خواستم تا راز آنرا برایم بگویند. ناگاه امام رضا به شکل امواجی از نور تجلی کرد و درباره چرایی خطاب او به این صفت توضیح مفصل دادند، و بعد من از ایشان تشکر صمیمانه کردم.

### سوم
آقای رضا بیگدلی تعریف می‌کردند: روزی آقای مجتهدی ۳۰ تومان دادند تا برایشان چای گلابی‌نشان بخرم، اما من از یاد بردم. دو سه روز بعد که خدمتشان رسیدم، گفتند: دیروز به مولا عرض کردم: «آقا رضا که به فکر ما نیست، شما خودتان چای گلابی‌نشان را توسط دوستانی که دارید برایمان بفرستید.»
مدتی بعد زنگ خانه به صدا درآمد. در را باز کردم دیدم حضرت آیت‌الله مرعشی نجفی پشت در هستند. گفتم بفرمایید. ایشان گفتند اول از آقای مجتهدی اجازه بگیرید. به آقای مجتهدی گفتم، گقتند فوراً ایشان را راهنمایی کنید. آیت‌الله مرعشی وارد اتاق شدند و پس از احوالپرسی با آقای مجتهدی، گفتند: «دیشب خواب دیدم که من و شما در مسجدالحرام هستیم و گاهی با هم برای مظلومیت جدم نوحه می‌خوانیم و گریه می‌کنیم.» بعد از زیر عبا چای گلابی‌نشانی درآوردند و گفتند: «این هم چای گلابی‌نشانی که از حضرت خواسته بودید.» آقای مجتهدی بسته را گرفتند و گفتند: «آقارضا این چای خوردن دارد از آن برایمان دَم کنید.»

### چهارم
علی‌اکبر ابوترابی می‌گوید: چند روز بعد از اتمام مراسم چهلم بنده، پدرم خدمت آقای مجتهدی می‌رسد و در حالی که افسرده و ناراحت بود، می‌گوید: فرزندم شهید شد، و به تازگی مراسم چهلمین روز درگذشت او را برپا کردیم. با گفتن این مطلب ناگهان آقای مجتهدی به شدت شروع به خندیدن نمودند. پدرم به آقای مجتهدی گفتند: ما پسرمان را از دست داده و عزادار می باشیم اما شما می خندید؟ آقای مجتهدی که در حال خندیدن بودند، فرمودند: آقاجان! این چه فرمایشی است؟! ما هم اکنون پسر شما را در زندان بغداد می بینیم. پدرم که بهت زده شده بودند گفتند: این چه حرفی است؟! پسرم شهید شده و از طرف دولت، خبر شهادتش اعلام گردید و مراسم ختم و بزرگداشت او هم برگزار شد! آقای مجتهدی فرمودند: اگر باور ندارید، بدانید که فردا رأس ساعت ده صبح، صدای ایشان در حال مصاحبه مستقیماً از رادیو بغداد پخش خواهد شد و به زودی نامه ایشان به شما خواهد رسید. پدرم که سخت از صحبت های آقای مجتهدی شوکه شده بودند با حالتی حیران و بهت زده آنجا را ترک کرده و از خدمت آقای مجتهدی مرخص شدند. طبق فرمایشات آقای مجتهدی، روز بعد، رأس ساعت مقرر، صدای من از رادیو بغداد پخش شد و چندی بعد نیز نامه من به دست پدرم رسید.

### پنجم
روزی اظهار تمایل فرموده بودند که باید خانه‌ای را اجاره کنیم و مدتی هم در آنجا ساکن شویم. دوستان ایشان از جمله اینجانب در صدد پیدا کردن خانه‌ای مناسب بودیم و هر از گاه که مورد مطلوبی پیدا می‌شد، مراتب را به اطلاع ایشان می‌رساندیم. زمانی که از محل و مشخصات خانه برای ایشان توضیح می‌دادیم، می‌فرمودند: «خیر آقاجان! ما از این خانه سهمی نداریم!» چندین خانه در طول یک ماه جستجو برای محل سکونت ایشان شناسایی شد، ولی هیچ‌کدام مورد قبولشان قرار نگرفت. تا اینکه روزی به اتفاق مرحوم مصطفوی در کوچه حرم‌نما، خانه‌ای را دیدیم که ظاهراً مناسب به نظر نمی‌رسید. ساختمانی نسبتاً قدیمی داشت. در طبقه همکف دارای دو اتاق تودرتو و کوچک بود با آشپزخانه‌ای بسیار کوچک در زیر پله‌هایی که به طبقه دوم می‌رفت و مشکل اساسی‌تر آن، وجود مستأجر پیرزنی بود که در طبقه فوقانی زندگی می‌کرد و به‌طوری که همسایه‌ها می‌گفتند، با جادو و جنبل سر و کار داشت! وقتی که بعدازظهر آن روز به خدمت حضرت آقای مجتهدی شرفیاب شدیم و جریان خانه را بازگو کردیم و گفتیم برای سکونت مناسب به نظر نمی‌رسد، فرمودند: «اتفاقاً همین خانه را در سِیر به ما نشان داده‌اند!» گفتم: «علاوه بر اینکه خانه بسیار گرفته و کوچکی است، پیرزنی هم در طبقه فوقانی آن سکونت دارد و می‌گویند...» ایشان اجازه ندادند که من جمله را تمام کنم و فرمودند: «زمان آن رسیده است که تکلیف این پیرزن یکسره شود!» هنگامی که به اتفاق ایشان به آن خانه رفتیم، نزدیک غروب بود و خانه ده‌ها بار از آنچه ما صبح دیده بودیم، دلگیرتر به نظر می‌رسید! عرض کردم: «ملاحظه می‌فرمایید چقدر دلگیر است!» فرمودند: «ان‌شاءالله به برکت توسلاتی که دوستان در اینجا خواهند داشت، فضای آن عوض می‌شود و نورانیت خود را پیدا می‌کند.» پس از تمیز کردن خانه و تهیه وسایل مورد نیاز، ایشان در آن خانه مستقر شدند و من هر روز صبح پیش از رفتن به سر کلاس به خدمت ایشان می‌رسیدم. یکی از روزها که برای تهیه صبحانه خدمت ایشان رسیدم، چشم‌های ایشان به رنگ خون درآمده بود و نشان می‌داد که دیشب تا دیروقت بیدار بوده‌اند و استراحت نکرده‌اند. پرسیدم: «مثل اینکه استراحت نداشته‌اید؟» فرمودند: «مگر این پیرزن فرتوت گذاشت!» گفتم: «آیا دیشب مزاحمتی ایجاد کرده‌است؟» فرمودند: «در تسخیر دستی بسیار قوی دارد و مأمورانی قوی‌پنجه! نیمه‌های شب بود که مأموران خود را به سراغم فرستاد، من با گفتن «یا علی» آنها را فراری دادم! مجدداً پیرزن با تسلی دادن، آنها را به اتاق من فرستاد و من هم با گفتن یک «یا علی» آنها را متواری کردم. چندین بار این صحنه تکرار شد تا اینکه مقارن اذان صبح دست از کار کشید و تسلیم شد! آقاجان! او فکر می‌کرد که قدرت او را کسی ندارد و کسی نمی‌تواند با مأموران او روبه‌رو شود! ولی دیشب به اشتباه خود پی برد و فهمید که باید مسیر خود را عوض کند و دست از این کارها بردارد.»

### ششم
حضرت آقای مجتهدی برای من تعریف کردند:
باطناً مأمور شدم تا به اصفهان رفته و به مدت یک هفته مَرکَب یکی از روضه‌خوان‌های صاحب‌دل را تر و خشک کنم! به اصفهان رفتم و زنگ خانه را به صدا درآوردم. در باز شد و صدایی از داخل خانه آمد که:
«خوش آمدید! صفا آوردید! داخل شوید!»
وارد اتاق شدم. سید جلیل‌القدری که سنی از او می‌گذشت بر بالشی تکیه داده و نشسته بود. می‌خواست از جای برخیزد ولی نگذاشتم. در چشمان من خیره شد و گفت:
«چه به موقع آمدید! چه خوب است انسان وقت‌شناس باشد. لابد می‌دانید که شما را برای چه کاری فرستاده‌اند؟!»
گفتم:
«در خدمتم. امر فرمودند و آمدم.»
گفت:
«مدتی است که نای راه رفتن ندارم. اسبی دارم که با آن برای روضه‌خوانی به این محل و آن محل می‌روم. چند روزی است که نتوانسته‌ام به او برسم. امروز صبح پس از خواندن زیارت عاشورا از مولایم امام حسین علیه‌السلام خواستم یکی از محبان خود را برای یک هفته مأمور تیمارداری اسبم کند تا نقاهتم برطرف گردد.» سپس اصطبل خانه را به من نشان داد و خود به استراحت پرداخت.
حضرت آقای مجتهدی می‌فرمودند:
«در طول آن یک هفته، اغلب اوقات آن سید پیرمرد در نحوهٔ قشو کردن و تیمارداری اسبش نظارت می‌کرد و گاه نکاتی را در این باره به من تذکر می‌داد و من جز "سمعاً و طاعتاً" سخنی نمی‌گفتم. یک هفته سپری شد و نقاهت وی نیز برطرف گردید. از او خداحافظی کردم و از خانه بیرون آمدم.»
از حضرت آقای مجتهدی پرسیدم:
«شما که خانهٔ آن روضه‌خوان را نمی‌شناختید! نشانی منزل او را از که گرفتید؟» فرمودند:
«معمولاً در این گونه مأموریت‌ها، نوری پیشاپیش من حرکت می‌کند و هرکجا توقف کند، می‌فهمم که محل مأموریتم همان جاست و گاهی نیز به شیوه‌های دیگری راهنمایی می‌شوم.»
فرمودند: «از آن خانه که بیرون آمدم، مأموریت دیگری به من محول شد که بایستی به شیراز می‌رفتم. وقتی به دروازهٔ قرآن شیراز رسیدم، نوری مرا تا حافظیه همراهی کرد.» فرمودند: «پس از خروج از حافظیه، باطناً دریافتم که باید به مشهد برگردم. در اثنای راه با خود فکر می‌کردم که در زیارت آرامگاه لسان‌الغیب چه فیضی نهفته است که انسان را از اصفهان به شیراز می‌کشاند و پس از کسب این توفیق، آدمی را بلافاصله به دیار دیگر فرا می‌خواند؟! بعدها که انس بیشتری با غزلیات حافظ پیدا کردم، به عظمت معنوی او بیشتر پی بردم و فهمیدم که خواجهٔ شیراز از محارم درگاه است.»
آن مرد خدا سپس آه سردی کشیده گفتند:
«آقاجان! چندین سال است که از این ماجرا می‌گذرد. ما را در مسیر سلوک، از هیچ کوچه و پس‌کوچه‌ای نبردند جز آنکه جای پای لسان‌الغیب را در آنجا دیده‌ایم! کسانی که با راز و رمز سلوک آشنا اند، نشانه‌های راه را در غزلیات او می‌بینند و جمعی کوردل نیز به تفسیق و تکفیر او سرگرمند. شعر حافظ حکم آینه‌ای را دارد که صورت باطنی هرکس در آن نقش می‌بندد.»

### هفتم
در دو روز آخری که حجت‌الاسلام حاج احمد آقای خمینی تحت مراقبت‌های ویژه پزشکی قرار داشتند و چند تیم پزشکی در جماران برای ادامه حیات ایشان بی‌وقفه تلاش می‌کردند، حجت الاسلام حاج سیدحسن خمینی تلفنی از من خواستند تا با پرواز به مشهد، نظر آقای مجتهدی را درباره وضعیت پدر بزرگوارشان جویا شوم.  
روز چهارشنبه با هواپیما به مشهد مشرف شدم و پس از عتبه‌بوسی علی بن موسی الرضا (علیهما آلاف التحیه و الثنا) و تقاضای ملاقات با آن ولی خدا، به هتل محل اقامت بازگشتم در حالی که برای زیارت آقای مجتهدی لحظه‌شماری می‌کردم. مدتی گذشت و از دفتر هتل به اتاق من زنگ زدند که کسی حامل پیغامی برای شماست.  
حامل پیغام را تا آن لحظه ندیده بودم و او را نمی‌شناختم. پس از سلام و احوال‌پرسی گفت:  
«آقا سلام داشتند و از این که به خاطر شدت بیماری و بستری بودن قادر به ملاقات نبودند عذرخواهی کردند و فرمودند به آقای مجاهدی بگویید:  
فلانی از دوشنبه گذشته سیر برزخی خود را آغاز کرده‌است.»  
جریان امر را تلفنی با حاج حسن آقا در میان گذاشتم و گفتم که به نظر جناب مجتهدی کار از کار گذشته است.  
بعدها شنیدم وقتی مادر بزرگوار آن مرحوم از این خبر مطلع می‌گردند، منقلب شده و می‌فرمایند:  
«این حرف باید درست باشد؛ چون سال‌ها پیش یکی از اولیای خدا در لبنان و پیش از پیروزی انقلاب اسلامی به حاج احمدآقا گفته بود که بیش از پنجاه سال عمر نخواهی کرد، و روز دوشنبه گذشته، فرزندم پنجاه سالش تمام شده بود.»  
فردای آن روز، خبر درگذشت حجت‌الاسلام حاج سیداحمد آقای خمینی (رحمت‌الله علیه) اعلام شد و جنازه آن مرحوم در جوار مرقد امام (قدس سره) به خاک سپرده شد.

### هشتم
هنگامی که حضرت آقای مجتهدی در قم اقامت داشتند، با مسجد مقدس جمکران بسیار مأنوس بودند. در آن زمان هنوز مسجد همان حالت قدیمی خود را داشت و معنویت عجیبی بر فضای آن حاکم بود.
کوه خضر نیز از اماکن مورد علاقه ایشان بود و در آنجا خلوت می‌کردند و به دعا و توسل می‌پرداختند. آن سال تصمیم گرفته بودند که اربعینی را در کوه خضر سپری کنند و لذا ده روز پیش از فرا رسیدن ماه مبارک رمضان به کوه خضر رفتند و در اتاقی که در آنجا بود ساکن شدند و ارتباطشان را جز با معدودی از دوستان قطع کردند.
بعد از گذشت روزها، آخرین روز از ماه مبارک رمضان فرا رسید و جناب آقای مجتهدی فرموده بودند که در آخرین روز ماه مبارک مهمان آقای حاج میرزا یدالله غروی خواهم بود. حجت‌الاسلام غروی از علاقه‌مندان و اطرافیان حضرت آیت‌الله العظمی نجفی مرعشی بودند و با آقای مجتهدی نیز الفتی دیرینه داشتند. منزل مسکونی ایشان در خیابان بهار بود و دوستان بعد از افطار برای دیدار آقای مجتهدی در آنجا جمع شده بودند. حضرت آقای مجتهدی پاسی از افطار گذشته بود که آمدند.
ایشان در مدت این چهل روز به خاطر روزهداری و غذای بسیار کمی که مصرف کرده بودند و نیز به علت شب‌زندهداری‌ها و ریاضات شرعی، به‌طور محسوسی لاغر و تکیده شده بودند، ولی طراوت وجودیشان بیشتر از پیش به نظر می‌رسید.
پس از ورود به خانه و احوالپرسی از دوستان، دست و روی خود را در آب زلال حوضی که در وسط حیاط بود شستشو دادند و بعد دستمالی از جیب پیراهن بلند عربی خود درآوردند. همین که آن را باز کردند تا دست و روی خود را خشک کنند، حال ایشان منقلب شد! انقلاب حالشان به خاطر مورچه‌ای بود که در داخل دستمال دیده بودند! دستمال را آهسته جمع کردند و در جیب خود گذاشتند و فرمودند:
«من ناخواسته این مورچه را از لانه خود دور کرده‌ام و آوارگی او را نمی‌توانم تحمل کنم! باید بروم! قبض او مرا آزار می‌دهد!»
دوستان هر چه اصرار کردند که شما خسته‌اید و تازه از راه رسیده‌اید، اجازه دهید تا با ماشین سواری شما را تا کوه خضر همراهی کنیم، نپذیرفتند و فرمودند:
«تاوان این غفلت، پیاده رفتن به کوه خضر و پیاده برگشتن است!»
حضرت آقای مجتهدی پیاده به کوه خضر رفتند و در جایی که بیتوته می‌کردند، مورچه را به لانه خود رهنمون شدند و پس از گذشت چند ساعت به قم بازگشتند.

### نهم
آقای‌ مهندس‌ احمد حسنی‌ طباطبایی‌ که‌ پس‌ از پایان‌ تحصیلات‌ متوسطه‌ در قم‌ برای‌ ادامه‌ تحصیل‌ عازم‌ کشور آلمان شده‌ بود در طول‌ اقامت‌ پانزده‌ ساله‌ خود در آنجا سه‌ بار به‌ زیارت‌ حاج‌ جعفرآقا مجتهدی‌ نایل‌ آمد. این‌ سه‌ دیدار به‌ اندازه‌ای‌ عجیب‌ و شگفت‌انگیز است‌ که‌ باور کردن‌ آنها برای‌ کسانی‌ که‌ با آن‌ ولیّ خدا آشنا نبوده‌اند، بسیار دشوار است‌ ولی‌ افرادی‌ که‌ از قدرت‌ روحی‌ ایشان‌ آگاهی‌ دارند در صحّت‌ این‌ ماجراها تردید نمی‌کنند. ایشان‌ برای‌ من‌ تعریف‌ کردند:
هنگامی‌ که‌ در شهر آخن آلمان‌ اقامت‌ داشتم‌، روزی‌ از روزها که‌ از دانشگاه‌ به‌ آپارتمان‌ خود مراجعه‌ می‌کردم‌، یادداشتی‌ در پشت‌ در افتاده‌ بود. در آن‌ یادداشت‌، حضرت‌ آقای‌ مجتهدی‌ نوشته‌ بودند که‌ برای‌ انجام‌ کاری‌ به‌ آلمان‌ آمده‌ام‌ و می‌خواهم‌ شما را هم‌ ببینم‌ و محل‌ ملاقاتی‌ را که‌ تعیین‌ کرده‌ بودند: کوه‌ آیفِل‌، منطقه‌‌ای ییلاقی‌ واقع‌ در غرب‌ آلمان‌ بود!
شبانه‌ به‌ راه‌ افتادم‌ تا به‌ دامنه‌ کوه‌ آیفِل‌ رسیدم‌. برف‌ سنگینی‌ باریده‌ بود به‌ طوری‌ که‌ برف‌ تا زانوی‌ مرا فرا می‌گرفت‌ و راه‌ عبور به‌ خاطر بارش‌ برف‌ مشخص‌ نبود و من‌ در دامنه‌ کوه‌ حیران‌ و سرگردان‌ در جست‌وجوی‌ راهی‌ بودم‌ تا خود را به‌ محل‌ ملاقات‌ برسانم‌ ولی‌ کوششهای‌ من‌ به‌ جایی‌ نرسید، دلهره‌ و اضطراب‌ امانم‌ را بریده‌ بود، در همان‌ اثنا صدایی‌ از بالای‌ کوه‌ شنیدم‌ که‌ می‌گفت‌:
احمد آقا! یا علی‌ بگو و بیا بالا! و همزمان‌ با شنیدن‌ این‌ صدا دو نور مانند نورافکن‌ دامنه‌ کوه‌ را روشن‌ کردند، تردیدی‌ نداشتم‌ که‌ این‌ صدا، صدای‌ آقای‌ مجتهدی‌ است‌ زیرا از قبل‌ با لحن‌ صحبت‌ ایشان‌ در مدتی‌ که‌ در خانه‌ پدری‌ من‌ در قم‌ سکونت‌ داشتند، آشنایی‌ داشتم‌.
مسیر تابش‌ نور را در پیش‌ گرفتم‌ و یا علی‌ گویان‌ خود را به‌ بالای‌ کوه‌ آیفِل‌ رسانیدم‌. در آنجا آقای‌ مجتهدی‌ را دیدم‌ که‌ ایستاده‌اند و انتظار مرا می‌کشند! سلام‌ کردم‌ و ایشان‌ ضمن‌ جواب‌ سلام‌ و خوشآمدگویی‌، صورتم‌ را بوسیدند. خواستم‌ دست‌ آن‌ ولیّ خدا را ببوسم‌، اجازه‌ ندادند و مرا با خود به‌ کلبه‌ کوچکی‌ در آن‌ حوالی‌ بردند که‌ زن‌ سالخورده‌ای‌ در آنجا بود.
پیرزن‌ که‌ با قهوه‌ داغ‌ از ما پذیرایی‌ می‌کرد، پسری‌ داشت‌ که‌ به‌ سرطان‌ حنجره‌ مبتلا شده‌ بود و در همان‌ کلبه‌ بستری‌ بود. می‌دیدم‌ که‌ آن‌ زن‌ مسیحی‌ پروانه‌وار به‌ دور آقای‌ مجتهدی‌ می‌چرخد و نسبت‌ به‌ ایشان‌ علاقه‌ شدیدی‌ نشان‌ می‌دهد و من‌ از ماجرایی‌ که‌ ساعتی‌ پیش‌ میان‌ او و آن‌ مرد خدا اتفاق‌ افتاده‌ بود، اطلاعی‌ نداشتم‌ حس‌ کنجکاوی‌ام‌ تحریک‌ شده‌ بود و می‌خواستم‌ هر چه‌ زودتر در جریان‌ این‌ دیدار ناگهانی‌ قرار بگیرم‌.
پس‌ از دقایقی‌ استراحت‌ و صرف‌ چند فنجان‌ قهوه‌، از آن‌ پیرزن‌ مسیحی‌ پرسیدم‌:
شما این‌ آقا را قبلاً دیده‌ بودید؟!
گفت‌: چند ساعت‌ پیش‌ او را برای‌ اولین‌ بار در اینجا دیدم‌ و فکر می‌کردم‌ که‌ پسر حضرت‌ مریم‌ به‌ کمک‌ من‌ آمده‌ است‌!
گفتم‌: شما چه‌ مشکلی‌ داشتید؟
گفت‌: حدود سه‌ ماه‌ پیش‌ تنها پسرم‌ به‌ سرطان‌ حنجره‌ مبتلا شد و غده‌ بزرگی‌ که‌ در ناحیه‌ بیرونی‌ گلوی‌ او رشد کرده‌ بود، تارهای‌ صوتی‌ فرزندم‌ را فلج‌ کرده‌ و نمی‌توانست‌ صحبت‌ کند. در طول‌ این‌ مدت‌ که‌ به‌ تجویز پزشکهای‌ متخصص‌ سرگرم‌ مداوای‌ او بودم‌ نتیجه‌ای‌ نمی‌گرفتم‌ و فرزندم‌ روز به‌ روز ناتوان‌تر می‌شد تا به‌ حدی‌ که‌ از چند روز پیش‌ دیگر قادر به‌ راه‌ رفتن‌ نبود و پزشک‌ معالج‌ او نیز که‌ از درمان‌ او ناامید شده‌ بود به‌ من‌ سفارش‌ کرد که‌ او را در کلبه‌ کوهستانی‌ خود بستری‌ کنم‌ و بیش‌ از این‌ با تزریق‌ آمپول‌ و خوراندن‌ دارو آزارش‌ ندهم‌! فهمیدم‌ که‌ کار از کار گذشته‌ و فرزندم‌ را جواب‌ کرده‌اند.
دو روز پیش‌ به‌ هنگام‌ غروب‌، طبق‌ اعتقاداتی‌ که‌ ما مسیحیان‌ داریم‌ دست‌ به‌ دامان‌ حضرت‌ مریم‌ شدم‌ و شفای‌ فرزندم‌ را از او خواستم‌.
برای‌ چند لحظه‌ای‌ خوابم‌ برد. در عالم‌ رؤیا حضرت‌ مریم‌ به‌ دیدن‌ من‌ آمد و گفت‌: پرونده‌ عمر پسر تو بسته‌ شده‌ است‌ و از دست‌ من‌ کاری‌ برنمی‌آید!
گفتم‌: فرزند شما حضرت‌ عیسای‌ مسیح‌، مرده‌ها را زنده‌ می‌کرد، فرزند من‌ که‌ هنوز نمرده‌ است‌! از او بخواهید که‌ کمکم‌ کند. او تنها فرزند من‌ است‌ و زندگی‌ مرا اداره‌ می‌کند، من‌ بی‌او زنده‌ نمی‌مانم‌!
فرمود: از دست‌ فرزند من‌ هم‌ در این‌ مورد کاری‌ ساخته‌ نیست‌!
گفتم‌: پس‌ راهی‌ را جلوی‌ پای‌ من‌ بگذارید! من‌ مستأصل‌ و درمانده‌ام‌ و به‌ راهنمایی‌ شما نیاز دارم‌.
فرمود: من‌ و فرزندم‌ وقتی‌ با مشکلات‌ لاینحلی‌ مواجه‌ می‌گردیم‌ دست‌ به‌ دامان‌ پیامبر اسلام‌ می‌شویم‌. او و فرزندانش‌ در نزد خدا بسیار مقرّب‌اند و خداوند دعای‌ آنان‌ را مستجاب‌ می‌کند.
گفتم‌: چگونه‌ با این‌ پیامبر خدا ارتباط‌ برقرار کنم‌؟!
فرمود: همین‌طور که‌ با من‌ ارتباط‌ پیدا کردی‌! نام‌ او محمد است‌ و دختری‌ دارد به‌ نام‌ فاطمه‌ که‌ در نزد خدا بسیار عزیز و گرامی‌ است‌ و او پسری‌ دارد به‌ نام‌: مهدی‌ که‌ امروز حجت‌ خداوند در روی‌ زمین‌ است‌. به‌ این‌ سه‌ اسم‌ مبارک‌ متوسل‌ شو و از مادر این‌ حجت‌ خدا بخواه‌ تا شفای‌ فرزندت‌ را از مهدی‌ بخواهد.
وقتی‌ که‌ از خواب‌ بیدار شدم‌ این‌ سه‌ اسم‌ مبارک‌ را هنوز به‌ خاطر داشتم‌. نشستم‌ گیسوان‌ سفید خود را پریشان‌ می‌کردم‌ و با اضطرار و اصرار زیاد از «فاطیما» فاطمه‌(س‌) می‌خواستم‌ تا شفای‌ فرزندم‌ را از مهدی‌ بخواهد.
تا این‌ که‌ چند ساعت‌ پیش‌ این‌ جوان‌ به‌ کلبه‌ من‌ آمد و گفت‌:
مادر! غصه‌ نخور، فرزند فاطیما (فاطمه‌(س‌)) پسرت‌ را شفا می‌دهد!
هنگامی‌ که‌ او را دیدم‌ به‌ یاد تصویرهای‌ زیبایی‌ افتادم‌ که‌ در کلیساها از حضرت‌ مسیح‌ نقاشی‌ می‌کنند و فکر کردم‌ عیسای‌ مسیح‌ به‌ سراغ‌ من‌ آمده‌ است‌! همین‌ که‌ این‌ تصور در خاطرم‌ نقش‌ بست‌، به‌ من‌ گفت‌:
من‌ عیسای‌ مسیح‌ نیستم‌! بلکه‌ خاک‌ پای‌ کسی‌ هستم‌ که‌ شفای‌ فرزند خود را از مادر او می‌خواستی‌. من‌ مأموریت‌ دارم‌ که‌ بشارت‌ شفای‌ پسرت‌ را به‌ تو ابلاغ‌ کنم‌!
و بعد در کنار بستر فرزندم‌ نشست‌ و سرگرم‌ خواندن‌ اورادی‌ شد. و سپس‌ دست‌ خود را به‌ زیر کمر فرزندم‌ برد و کلمه‌ای‌ را با صدای‌ بلند بر زبان‌ آورد که‌ شباهتی‌ به‌ آن‌ سه‌ اسم‌ نداشت‌ و لحظاتی‌ بعد فرزندم‌ در بستر خود نشست‌ و به‌ من‌ گفت‌:
مادر! خیلی‌ تشنه‌ام‌، خیلی‌ گرسنه‌ام‌!
فرزندم‌ چند روزی‌ بود که‌ اصلاً احساس‌ تشنگی‌ و گرسنگی‌ نمی‌کرد و اگر چیزی‌ به‌ او می‌دادم‌ قادر به‌ فرو بردن‌ او نبود و لذا با تزریق‌ سرمهای‌ خوراکی‌ از او پرستاری‌ می‌کردم‌. لذا وقتی‌ که‌ گفت‌: خیلی‌ تشنه‌ام‌! خیلی‌ گرسنه‌ام‌! فهمیدم‌ که‌ عنایت‌ مهدی‌ کار خود را کرده‌ و حالا تردیدی‌ ندارم‌ که‌ او شفا یافته‌ است‌.
از آن‌ زن‌ مسیحی‌ پرسیدم‌: این‌ آقا با چه‌ زبانی‌ با شما صحبت‌ کرد که‌ حرفهای‌ او را می‌فهمیدی‌؟!
گفت‌: به‌ زبان‌ آلمانی‌! انگار سالها است‌ که‌ در این‌ حوالی‌ زندگی‌ می‌کند! او آدم‌ عجیبی‌ است‌! و هنگامی‌ که‌ از آقای‌ مجتهدی‌ پرسیدم‌: وقتی‌ که‌ دست‌ در زیر کمر این‌ جوان‌ بیمار بردید، چه‌ کلمه‌ای‌ را با صدای‌ بلند ادا کردید؟
فرمودند: احمد آقا جان‌! یک‌ «یاعلی‌» گفتیم‌ و کار را تمام‌ کردند!
در عرض‌ چند ساعتی‌ که‌ آنجا بودیم‌ حال‌ آن‌ جوان‌ بیمار کم‌کم‌ رو به‌ بهبود گذشت‌ تا جایی‌ که‌ قادر بود با کمک‌ گرفتن‌ از عصای‌ دستی‌ حرکت‌ کند و غده‌ بزرگ‌ گلوی‌ او نیز رو به‌ کوچک‌ شدن‌ گذاشته‌ بود و آن‌ جوان‌ با انقلاب‌ حال‌ عجیبی‌ به‌ مادر پیر خود دلداری‌ می‌داد و می‌گفت‌:
مادر! غصه‌ نخور! احساس‌ می‌کنم‌ که‌ دیگر مشکلی‌ ندارم‌، از این‌ پس‌ مثل‌ همیشه‌ سور و سات‌ مورد نیازت‌ را خودم‌ تهیه‌ می‌کنم‌! دوران‌ سختی‌ ما سپری‌ شده‌ است‌! باز مثل‌ گذشته‌ با هم‌ زندگی‌ می‌کنیم‌، خدا بزرگ‌ است‌!
با این‌ که‌ بیش‌ از سی‌ سال‌ از این‌ ماجرا می‌گذرد، هرگاه‌ که‌ خاطره‌ این‌ دیدار ناگهانی‌ را صحنه‌ به‌ صحنه‌ مرور می‌کنم‌ منقلب‌ می‌شوم‌.

### دهم
یک سال به اتفاق همسر و دختر چهار ساله‌ام عازم مشهد مقدس شده ‌بودیم. در همان روز ورود به مشهد بلافاصله پس از عتبه بوسی  علی بن موسی الرضا علیه السلام ، توفیق زیارت آقای مجتهدی را پیدا كردیم. دخترم لباس عربی چین داری به تن داشت و درحیاط خانه سرگرم بازی بود. آقای مجتهدی رو به من و همسرم كرده، فرمودند: چرا در حق این كودك معصوم ظلم می‌كنید؟! شنیدن جمله عتاب آمیز آن مرد خدا برای ما بسیار سنگین آمد! زیرا در حد توانی كه داشتیم چیزی از دخترمان فرو گذار نمی‌كردیم. هنگامی كه آن مرد خدا تعجب ما را دید، فرمود: این بچه دارد از بین می‌رود! طبیعت كودك خیلی لطیف است و تاب چشم زخم ندارد…! از شنیدن این مطلب، تعجب من و همسرم بیشتر شد زیرا به چشم خود می‌دیدیم كه دخترمان با شادی كودكانه خود سرگرم بازی كردن است و مشكلی ندارد! دقایقی گذشت ناگهان دخترم نقش زمین شد و رنگ چهره‌اش تغییر كرد و نفسش به شماره افتاد! من و همسرم از دیدن این صحنه به اندازه‌ای دست و پای خود را گم كرده ‌بودیم كه نمی‌دانستیم چه باید بكنیم؟! حضرت آقای مجتهدی آمدند و دخترم را در آغوش گرفتند و در حالی كه ذكری را زمزمه می‌كردند، بر روی او می‌دمیدند! دخترم پس از چند دقیقه‌ای، رفته ‌رفته حالت طبیعی خود را پیدا كرد و باز سرگرم شیطنت‌های كودكانه خود شد! حضرت آقای مجتهدی در حالی كه ما را به صرف میوه دعوت می‌كردند، رو به همسرم كرده فرمودند: خانم همشیره! لزومی ندارد كه این لباس زیبا را بر تن این كودك كه خود بسیار زیبا است بپوشانید و بعد او را از میان كوچه و بازار عبور دهید و نظر مردم را به طرف او جلب كنید! وآنگهی چرا به هنگام بیرون آمدن از خانه صدقه ندادید؟! می دانید كه صدقه، رفع بلا می‌كند! آن مرد خدا راست می‌گفت. هنگامی كه به دیدار او می‌رفتیم در بین  راه بسیاری از افراد دختر خردسالم را به هم نشان می‌دادند و سرگرم تماشای او می‌شدند و ما از این مطلب غافل بودیم كه به دست خودمان داریم برای او درد سر ایجاد می‌كنیم.

## پی‌نوشت
1. ↑  «کیمیایی که حسین به جعفر مجتهدی داد». مشرق نیوز.
2. ↑  https://www.mashreghnews.ir/news/1282813/تفاوت-سلوک-عرفانی-و-طی-طریق-اساتید-عرفانی
3. ↑  دد وبگاه سراج-صالحین
4. ↑  «مشاهیر». درگاه حرم مطهر رضوی. دریافت‌شده در ۷ خرداد ۱۴۰۴.
5. ↑  در محضر لاهوتیان. ج. اول. ص. ۲۷۰.
6. ↑  «تصاویر کمتر دیده شده».
7. 1 2  «امام زمان ایشان را سر راه من قرار دادند/چشمانشان به قدری جاذبه داشت که نمی‌شد به ایشان نگاه کرد». خبرگزاری تسنیم.
8. ↑  شاعر شیعه دوازده امامی قرن ۱۴ شمسی
9. ↑  Doostdar, Alireza (2018). The Iranian metaphysicals (به انگلیسی). 41 William street, Princeton, New Jersey 08540: Princeton university press, PRINCETON AND OXFORD. p. 187.{{cite book}}:  نگهداری CS1: موقعیت (link)
10. ↑  در محضر لاهوتیان. ج. اول. صص. ۵۳–۴۴۸.
11. ↑  گاه بجای کل داستان، خلاصه آن درج شده
12. ↑  در محضر لاهوتیان. ج. اول. صص. ۱۲۷–۱۲۸.
13. ↑  درود بر تو ای خورشیدِ خورشیدها
14. ↑  در محضر لاهوتیان. ج. اول. صص. ۲۸۵–۲۸۶.
15. ↑  در محضر لاهوتیان. ج. اول. صص. ۲۴۷–۲۴۸.
16. ↑  در محضر لاهوتیان. ج. اول. صص. ۲۶۸–۲۷۰.
17. ↑  در محضر لاهوتیان. ج. اول. صص. ۹۵–۹۷.
18. ↑  در محضر لاهوتیان. ج. اول. صص. ۲۴۴–۲۴۶.
19. ↑  در محضر لاهوتیان. ج. اول. صص. ۳۹۳–۳۹۴.
20. ↑  در محضر لاهوتیان. ج. اول. صص. ۱۰۴–۱۰۶.
21. ↑  در محضر لاهوتیان. ج. اول. صص. ۳۰۵–۳۰۹.
22. ↑  در محضر لاهوتیان. ج. اول. صص. ۲۲۴–۲۲۵.

## کتابشناسی
مجاهدی، محمدعلی (تابستان ۱۳۸۷) [۱۳۸۱]. در محضر لاهوتیان: زندگینامه، شیوه سلوکی و کرامات عارف بصیر و سالک خبیر حضرت آقای مجتهدی (قدس سره). چاپ شانزدهم. ج. اول. تهران: مؤسسه انتشاراتی لاهوت. شابک ۹۷۸۹۶۴۷۷۶۲۰۶۹.